# Isidati Yama
Isidati Yama (Transkription von japanisch 石立山 ‚Aufrecht-stehender-Stein-Berg‘) ist ein 2171 m hoher Berg im ostantarktischen Königin-Maud-Land. Er ragt im südlichen Teil der Belgica Mountains auf.
Japanische Wissenschaftler fotografierten ihn 1976 aus der Luft, nahmen zwischen 1979 und 1980 Vermessungen vor und benannten ihn 1981.